# Асал Саодатова
Асалбегим Саодатова (відома як Асал Саодатова; 4 листопада 1950, Рушанський район, ГБАО, Таджицька РСР — 4 квітня 2021, Душанбе, Таджикистан) — актриса таджицького театру і кіно. Заслужена артистка Таджикистану (1997), Народна артистка Таджикистану (2008).

## Біографія
Асалбегім Саодатова народилася 4 листопада 1950 року в Рушанський районі. У 1971 році після закінчення Державного інституту театрального мистецтва імені А. В. Луначарський була одним із засновників Молодіжного театру.
Асалбегим Саодатова померла 4 квітня 2021 року в Душанбе в віці 70 років.

## Творчість

### Театр
Вона зіграла багато ролей в кіно і театрі. Особливу популярність артистка завоювала завдяки ролі «Аджузкампір» (таджицька версія Баби-яги) в телепередачі радянського періоду «Аліфбоджон, Аліфбо» .

### Кіно
У фільмі «Сімейні справи Гаюрових» (1975) вона виконала роль сестри Гаюровой Рукії Вахідовни.

## Примітка
1. ↑  Ҷашнҳои рӯзи 4 ноябр дар Тоҷикистон ва ҷаҳон. Sputnik Tajik (тадж.). Архів оригіналу за 30 листопада 2020. Процитовано 5 квітня 2021.
2. ↑  Скончалась народная артистка Таджикистана Асалбегим Саодатова (рос.). Asia-Plus. 5 квітня 2021.
3. ↑  Скончалась таджикская «Баба Яга» Асалбегим Саодатова. Росбалт (рос.). Архів оригіналу за 5 квітня 2021. Процитовано 5 квітня 2021.
4. ↑  Асал Саодатова / Асал Саодатова | E-Kino. e-kino.com.ua. Процитовано 5 квітня 2021.[недоступне посилання]